# Joe Johnson
Joe Marcus Johnson (Little Rock, Arkansas, 29. lipnja 1981.) američki je profesionalni košarkaš. Igra na poziciji bek šutera, a trenutačno je član NBA momčadi Atlanta Hawksa. Izabran je u 1. krugu (10. ukupno) NBA drafta 2001. godine od Boston Celticsa. S američkom reprezentacijom osvojio je brončanu medalju na Svjetskom prvenstvu u Japanu 2006. godine. 

## NBA

### Boston Celtics
Johnson je nakon dvije godine provedene na sveučilištu Arkansas, izabran kao deseti izbor NBA drafta 2001. godine od Boston Celticsa. Od 38 odigranih utakmica u startnoj petorci započeo je njih 33, ali s limitiranom minutažom. Celticsi su na kraju sezone po prvi puta nakon 1995. godine izborili doigravanje. Sredinom sezone mijenjan je s Randyjem Brownom, Miltom Palaciom i prvim izborom drafta u Phoenix Sunse za veterane Rodneyja Rogersa i Tonyja Delka. 

### Phoenix Suns
U sljedeće tri i pol sezone provedene u Phoenix Sunsima postao je važnim kotačićem franšize i u prosjeku postizao 15.2 poena po utakmici. Ondje se razvio kao odličan šuter iza perimetra za tricu, unaprijedio je svoju kontrolu lopte i skok-šut. U doigravanju 2004./05. posije jednog zakucavanja pao je na pod i ozlijedio je lijevu očnu šupljinu. Zbog toga je tijekom cijelog doigravanja nosio zaštitnu masku, ali su Sunsi na kraju u seriji 4-1 poraženi od San Antonio Spursa.  
U ljeto 2005. godine postao je slobodan igrač i odlučio je napustiti Sunse i otići u momčad gdje će imati veću ulogu od dosadašnje. U sign-and-trade opciji odlučio je otići u Atlanta Hawkse, dok su u suprotnom smjeru otišli Boris Diaw i dva prva izbora budućeg drafta. 

### Atlanta Hawks
U svojoj prvoj sezoni u novom klubu, Johnson je predvodio Hawkse u nekoliko kategorija: poenima (20.2), asistencijama (6.5), ukradenim loptama (1.26), ubačaja šuta za tricu (128) i odigranim minutama (40.7). Jedna je od petorice igrača koji su u sezoni 2005./06. u prosjeku postizali najmanje 20 poena i 6 asistencija. Jedini je Hawk koji je odigrao svih 82 utakmice regularnog dijela i produžio niz na 346 zaredom odigranih utakmica.
7. ožujka 2007. u pobjedi protiv Golden State Warriorsa postigao je učinak karijere od 42 poena, a 13. ožujka 2006. godine u porazu od Milwaukee Bucksa rekordnih 17 asistencija. 1. veljače 2006. godine protiv Charlotte Bobcatsa zabilježio je svoj prvi triple-double učinak od 15 poena, 10 skokova i 11 asistencija. U szeoni 2006./07. u prosjeku je postizao 25.0 poena, 4.2 skoka, 4.4 asistencije i 1.05 ukradenih lopti po utakmici. Kao zamjena za Jasona Kidda pozvan je u momčad Istočne konferencije na NBA All-Star utakmicu 2007. godine. Sljedeće sezone ponovo je kao zamjena izabran na NBA All-Star utakmicu. Tijekom sezone dva puta je bio izabran za igrača mjeseca Istočne konferencije i predvodio Hawkse do prvog doigravanja nakon 1999. godine. Hawksi su ispali u prvom krugu u sedam utakmica od kasnijih prvaka Boston Celticsa. 
23. veljače 2008. godine protiv Oklahoma City Thundera zabilježio je svoj drugi triple-double učinak od 20 poena, 11 skokova i 11 asistencija. 31. siječnja 2009. godine protiv Milwaukee Bucksa prešao je granicu od 10.000 postignutih poena u karijeri.

## NBA statistika

### Regularni dio
| Godina    | Klub    | Odig. uta. | Uta. poč. | Min. | 2P%  | 3P%  | Sl. bac.% | Skok. | Asist. | Ukr. lop. | Blok. | Poena |
| --------- | ------- | ---------- | --------- | ---- | ---- | ---- | --------- | ----- | ------ | --------- | ----- | ----- |
| 2001./02. | Boston  | 48         | 33        | 20.9 | .439 | .273 | .769      | 2.9   | 1.5    | .7        | .2    | 6.3   |
| 2001./02. | Phoenix | 29         | 27        | 31.5 | .420 | .333 | .778      | 4.1   | 3.6    | .9        | .4    | 9.6   |
| 2002./03. | Phoenix | 82         | 34        | 27.5 | .397 | .366 | .774      | 3.2   | 2.6    | .8        | .2    | 9.8   |
| 2003./04. | Phoenix | 82         | 77        | 40.6 | .430 | .305 | .750      | 4.7   | 4.4    | 1.1       | .3    | 16.7  |
| 2004./05. | Phoenix | 82         | 82        | 39.5 | .461 | .478 | .750      | 5.1   | 3.5    | 1.0       | .3    | 17.1  |
| 2005./06. | Atlanta | 82         | 82        | 40.7 | .453 | .356 | .791      | 4.1   | 6.5    | 1.3       | .4    | 20.2  |
| 2006./07. | Atlanta | 57         | 57        | 41.4 | .471 | .381 | .748      | 4.2   | 4.4    | 1.0       | .2    | 25.0  |
| 2007./08. | Atlanta | 82         | 82        | 40.8 | .432 | .381 | .834      | 4.5   | 5.8    | 1.0       | .2    | 21.7  |
| 2008./09. | Atlanta | 79         | 79        | 39.5 | .437 | .360 | .826      | 4.4   | 5.8    | 1.1       | .2    | 21.4  |
| Ukupno    |         | 623        | 553       | 36.8 | .441 | .374 | .789      | 4.2   | 4.4    | 1.0       | .2    | 17.2  |
| All-Star  |         | 3          | 0         | 17.7 | .400 | .333 | .000      | .3    | 1.3    | .7        | .0    | 5.0   |

### Doigravanje
| Godina    | Klub    | Odig. uta. | Uta. poč. | Min. | 2P%  | 3P%  | Sl. bac.% | Skok. | Asist. | Ukr. lop. | Blok. | Poena |
| --------- | ------- | ---------- | --------- | ---- | ---- | ---- | --------- | ----- | ------ | --------- | ----- | ----- |
| 2002./03. | Phoenix | 6          | 0         | 27.3 | .275 | .154 | .400      | 4.3   | 1.3    | .7        | .3    | 5.3   |
| 2004./05. | Phoenix | 9          | 9         | 39.4 | .504 | .556 | .697      | 4.3   | 3.3    | 1.1       | .4    | 18.8  |
| 2007./08. | Atlanta | 7          | 7         | 39.3 | .409 | .444 | .909      | 3.9   | 4.0    | .3        | .0    | 20.0  |
| 2008./09. | Atlanta | 11         | 11        | 39.0 | .417 | .353 | .622      | 4.5   | 3.5    | 1.3       | .0    | 16.4  |
| Ukupno    |         | 33         | 27        | 37.1 | .423 | .420 | .716      | 4.3   | 3.2    | .9        | .2    | 15.8  |

## Vanjske poveznice
- Profil na NBA.com
- Profil na Yahoo!